# Спорыш, Иван Дмитриевич
Иван Дмитрович Спориш (родился 8 июля 1959 года, Комаргород, Томашпольский район Винницкой области, УССР) — украинский политик, депутат Верховной рады Украины VIII созыва, депутат Винницкого областного совета.

## Биография
В 1988 году закончил Уманский сельскохозяйственный институт по специальности агроном

.
- 1977—1979 годах проходил военную службу в Советской Армии ВС Союза ССР.
- 1980—1982 годах — матрос Калининградского тралового флота.
- 1982—1987 годах — инструктор по спорту, главный агроном колхоза имени В. И. Ленина, села Липовка Томашпольського района.
- 1987—1988 годах — заместитель главы, секретарь парторганизации колхоза.
- 1988—2014 годах — руководитель частного сельхозпредприятия «Победа», село Высоке Томашпольського района.
- с 2014 года — народный депутат Украины от Блока Петра Порошенко.
- 25 декабря 2018 года включён в санкционный список России[1].

## Общественная деятельность
21 сентября 2018 года, по версии независимой аналитической платформы VoxUkraine, по Индексу поддержки реформ, Иван Спориш вошел в десятку самых эффективных народных депутатов восьмой сессии Верховной Рады Украины восьмого созыва, которые поддерживали реформаторские законы.